# Ułus wierchojański
Ułus wierchojański (ros. Верхоя́нский улус, jakuc. Үөһээ Дьааҥы улууһа) – ułus znajdujący się na północny autonomicznej republiki Jakucji w Rosji.

## Geografia
Terytorium ułusu wierchojańskiego to 137 428,06 km², a główny ośrodek administracyjny to Batagaj. Na terenie tego ułusu znajduje się 29 osad ludzkich, w tym 3 osiedla miejskie i trzynaście wiejskich.

## Demografia
W 2020 roku na terenie ułusu wierchojańskiego żyło 10 037 osób.